# المعافرى (جبلة)

تعديل مصدري - تعديل

المعافرى محلة تابعة لقرية نقيل الاحروث، التابعة لعزلة الربادي بمديرية جبلة إحدى مديريات محافظة إب في الجمهورية اليمنية، بلغ تعداد سكانها 489 حسب تعداد اليمن لعام 2004.